# Pulmonaria hirta
Pulmonaria hirta L., 1763 è una pianta della famiglia Boraginaceae.

## Descrizione
Colore in genere uniformemente verde, macchie verde chiaro a volte presenti (non sempre) ma mai bianche o confluenti, peluria densa, foglie ovato-lanceolate con picciolo ampiamente alato, da ½ a ¾ la lamina; infiorescenza densa, fiorisce in marzo-aprile.
Ha numero cromosomico  2n = [22, 26] 28.

## Distribuzione e habitat
La specie è diffusa nella parte sud-orientale della Francia e lungo tutta l'Italia peninsulare.